# Georges Siffredi
Pour les articles homonymes, voir Siffredi.
Georges Siffredi, né le 28 juillet 1956 à Marseille (Bouches-du-Rhône), est un homme politique français. Membre des Républicains (LR), ancien maire de Châtenay-Malabry, il est président du conseil départemental des Hauts-de-Seine et vice-président de la Métropole du Grand Paris.

## Biographie

### Jeunesse et vie familiale
Fils de Francis Siffredi, corse d’origine et secrétaire général des Hauts-de-Seine, nommé en 1973 par Charles Pasqua, Georges Siffredi est né le 28 juillet 1956 à Marseille. À l’âge de seize ans, il vient s’installer avec sa famille en région parisienne[réf. nécessaire] et s'oriente à la sortie du lycée vers des études de droit à la faculté de droit d'Assas, avant d'entrer en 1981 dans la vie politique en devenant l’assistant parlementaire de Charles Pasqua.

## Parcours politique
En 1989, Georges Siffredi conduit une liste aux élections municipales de Châtenay-Malabry, ville gérée par les socialistes depuis 64 ans. Il échoue au second tour face au maire PS sortant Jean Vons, mais devient le chef de file de l’opposition au sein du conseil municipal.
En 1992, toujours face à Jean Vons, il se présente aux élections cantonales (canton de Châtenay-Malabry). Il est élu avec 55,31 % des voix. Âgé de 35 ans, il est non seulement le benjamin du conseil général mais aussi, à l’époque, le plus jeune conseiller général de l’histoire des Hauts-de-Seine. Deux ans plus tard, il est élu vice-président du conseil général chargé du logement.
En juin 1995, il est élu maire de Châtenay-Malabry après que la liste qu'il conduisait remporte les élections municipales dès le premier tour avec 50,82 % des voix. Le slogan de sa campagne est « Nous avons tant de choses à faire ensemble ». 
Il est battu aux cantonales de mars 1998 par la socialiste Michèle Canet, mais réélu maire de Châtenay-Malabry à l'issue du premier tour du scrutin municipal de 2001 avec 53 % des suffrages. Son slogan de campagne est « Continuons ensemble ». Michèle Canet (Parti socialiste) et Philippe Laville (Citoyens Unis), les autres candidats, recueillent respectivement 29,51 % et 17,21 % des voix.
Suppléant aux élections législatives de juin 2002, Georges Siffredi devient député de la treizième circonscription des Hauts-de-Seine, le 17 juin 2002, lorsque Patrick Devedjian est nommé ministre délégué aux libertés locales. À la suite du remaniement ministériel de juin 2005, il démissionne de son mandat de député en juillet afin de permettre à Patrick Devedjian de retrouver les bancs de l’Assemblée nationale.
Il est élu président de la communauté d’agglomération des Hauts-de-Bièvre qui regroupe sept communes (Antony, Bourg-la-Reine, Châtenay-Malabry, Le Plessis-Robinson, Sceaux, Verrières-le-Buisson et Wissous) et près de 180 000 habitants .
Candidat à sa succession aux élections municipales de 2008 à Châtenay-Malabry, il est réélu dès le premier tour, face à trois autres listes, avec 52,77 % et 2 690 voix d’avance sur le candidat suivant. Son slogan de campagne est « Nous prenons notre ville à cœur ». Il est ensuite réélu à l’unanimité président de la communauté d’agglomération des Hauts-de-Bièvre.
La nomination en janvier 2009 de Patrick Devedjian, comme ministre auprès du premier ministre chargé du plan de relance, conduit Georges Siffredi à siéger, une nouvelle fois, à l’Assemblée nationale jusqu’en décembre 2010.
En mars 2011, il se présente aux élections cantonales face à Michèle Canet, conseillère générale sortante et présidente du groupe PS à l’Assemblée départementale. Georges Siffredi manque l’élection dès le premier tour en obtenant le meilleur score des candidats UMP du département avec plus de 49 % des voix. Au second tour, il remporte l’élection avec 58 % des suffrages. Parmi les 24 cantons renouvelés lors de ce scrutin, celui de Châtenay-Malabry est alors le seul du département à basculer de gauche à droite. La 2e vice-présidence du conseil général est confiée à Georges Siffredi, avec une délégation qui couvre la politique de la ville.
En septembre 2011, il est candidat aux élections sénatoriales en 3e position sur la liste officielle de l'UMP dans les Hauts-de-Seine : il n'est pas élu et se retrouve, de fait, premier suppléant de cette liste.
Lors des élections législatives de juin 2012, il se présente à nouveau en tant que suppléant de Patrick Devedjian qui est réélu député de la 13e circonscription des Hauts-de-Seine. Cependant, cette élection est annulée le 18 octobre 2012 par le Conseil constitutionnel du fait que Georges Siffredi était déjà suppléant du sénateur et que cette candidature n'était pas conforme à l'article LO 134 du Code électoral.
En mars 2014, il est tête de la liste « Union de la droite » aux élections municipales à Châtenay-Malabry. Sa liste est réélue dès le 1er tour obtenant 66,60% des suffrages, contre 22,74% des voix pour la liste « Union de la gauche » (PS-PCF-EELV) de Sylvie Delaune, 8,87% pour la liste Front de gauche de Geneviève Colomer et 1,76 % pour la liste « Divers gauche » de Delfina De Matos.
Il est élu le 21 janvier 2016 11e vice-président de la métropole du Grand Paris. Il est aussi élu 1er vice-président de l'établissement public territorial Vallée Sud Grand Paris.
En 2017, il est candidat de l'union de la droite et du centre (Les Républicains-UDI) aux élections législatives dans la 13e circonscription des Hauts-de-Seine	 (Antony, Bourg-la-Reine, Châtenay-Malabry, Sceaux). En ballotage défavorable au premier tour, il est battu par Frédérique Dumas (LREM).
Lors des élections municipales de Châtenay-Malabry de 2020, sa liste, « Bien vivre notre ville », l’emporte au premier tour avec 65,7 % des suffrages.
Le 29 mars 2020, à la suite de la mort de Patrick Devedjian, il assure l'intérim du président du conseil départemental des Hauts-de-Seine puis en est élu président le 25 mai 2020. En raison de la loi sur le cumul des mandats, il abandonne le 28 mai suivant sa fonction de maire de Châtenay-Malabry, son adjoint Carl Segaud lui succédant.
Il est réélu conseiller départemental de Châtenay-Malabry lors des élections départementales de 2021 dans les Hauts-de-Seine puis, le 1er juillet 2021, est également réélu président du conseil départemental des Hauts-de-Seine.
Il annonce quitter Les Républicains à la suite de l'annonce d'Éric Ciotti de vouloir faire alliance avec le RN pour les élections législatives anticipées de 2024.

## Détails des mandats et fonctions

### Mandats nationaux
- 19/07/2002 - 30/06/2005 et 05/01/2009 - 14/12/2010 : député de la 13e circonscription des Hauts-de-Seine

### Mandats locaux
- Depuis le 19/03/1989 : conseiller municipal de Châtenay-Malabry
- 29/03/1992 - 23/03/1998 et depuis le 27/03/2011 : conseiller général puis départemental des Hauts-de-Seine
- 01/01/1995 - 23/03/1998 et du 31/03/2011 au 25/05/2020 : vice-président du conseil général puis départemental des Hauts-de-Seine
- 26/06/1995 - 28/05/2020 : maire de Châtenay-Malabry
- 01/10/2005 au 31/12/2015 : président de la communauté d'agglomération des Hauts de Bièvre
- janvier 2016 - juillet 2020 : vice-président de la métropole du Grand Paris et de l'établissement public territorial Vallée Sud Grand Paris
- Depuis le 25/05/2020 : président du conseil départemental des Hauts-de-Seine
- Depuis le 05/06/2020 : président de l'établissement public Paris La Défense

### Autre
- Depuis le 15 septembre 2023 : premier vice-président de l'Association des départements d'Île-de-France[15]